# Pre-Euro

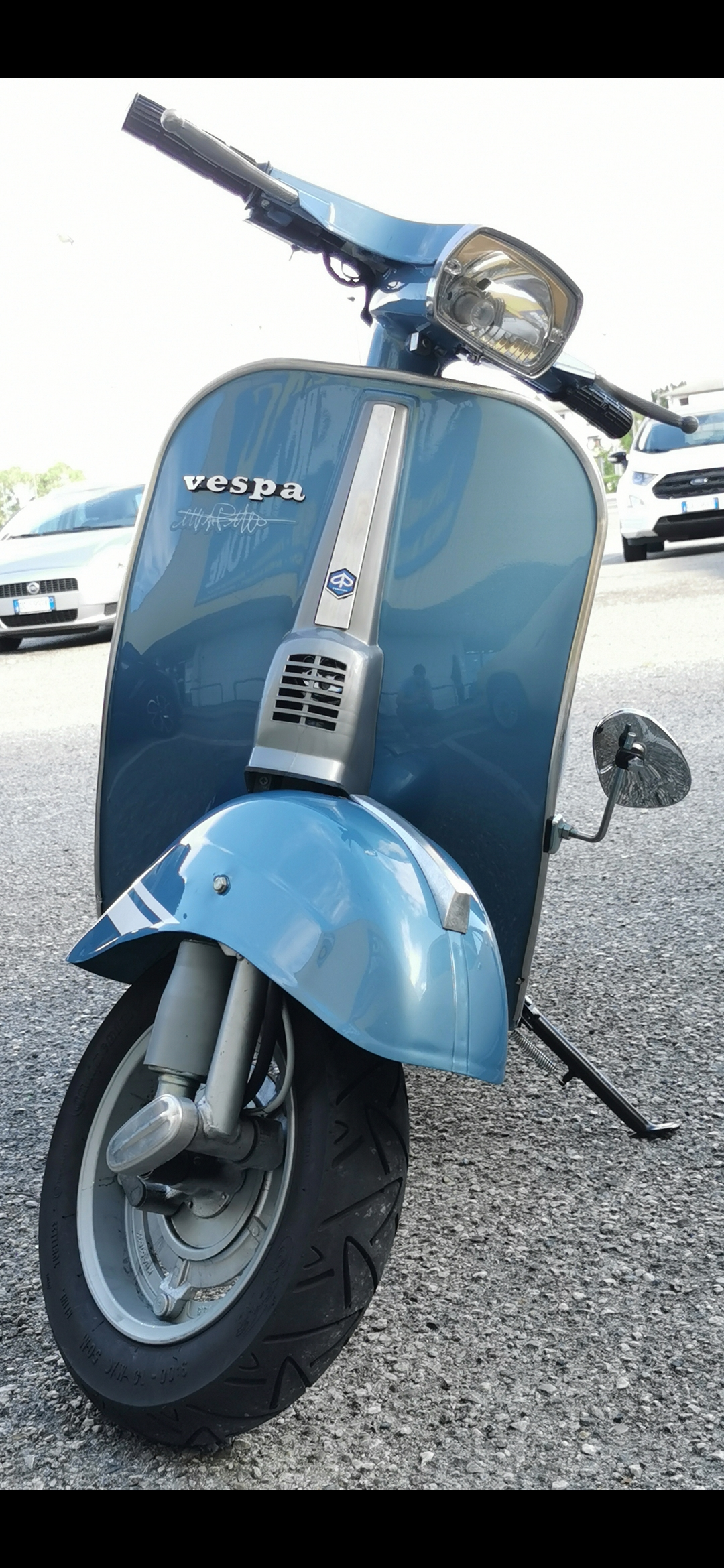
La vespa 50 special è un mezzo "Euro 0"

Il termine Pre-Euro o Euro 0 non costituisce una classificazione ufficiale dell'Unione Europea, bensì rappresenta un'espressione ampiamente adottata dalle enti locali e dai cittadini per identificare una categoria specifica di veicoli. In genere, si fa riferimento a veicoli immatricolati prima del 31 dicembre 1992, caratterizzati da elevate emissioni inquinanti e dalla mancanza di dispositivi avanzati di depurazione dei gas di scarico. Pur non essendo una designazione formale, il termine è comunemente impiegato negli articoli giornalistici e nel contesto delle restrizioni di accesso ai centri urbani e delle politiche di gestione del traffico.